# Madrid Open 2023 - Qualificazioni singolare maschile
Le qualificazioni del singolare maschile del Madrid Open 2023 sono un torneo di tennis preliminare per accedere alla fase finale della manifestazione. I vincitori dell'ultimo turno sono entrati di diritto nel tabellone principale. In caso di ritiro di uno o più giocatori aventi diritto a questi sono subentrati i lucky loser, ossia i giocatori che hanno perso nell'ultimo turno ma che avevano una classifica più alta rispetto agli altri partecipanti che avevano comunque perso nel turno finale.

## Teste di serie
1. Jan-Lennard Struff (ultimo turno, lucky loser)
2. Marco Cecchinato (qualificato)
3. Luca Van Assche (primo turno)
4. Daniel Altmaier (ultimo turno, lucky loser)
5. Alexandre Müller (primo turno)
6. Aleksandr Ševčenko (qualificato)
7. Tarō Daniel (primo turno)
8. Matteo Arnaldi (qualificato)
9. Roman Safiullin (qualificato)
10. Pavel Kotov (ultimo turno, lucky loser)
11. Borna Gojo (qualificato)
12. Yannick Hanfmann (qualificato)

1. Yosuke Watanuki (qualificato)
2. Otto Virtanen (primo turno)
3. Jurij Rodionov (qualificato)
4. Sebastian Ofner (ultimo turno)
5. Arthur Fils (ultimo turno)
6. Juan Manuel Cerúndolo (ultimo turno)
7. Giulio Zeppieri (ultimo turno)
8. Francesco Passaro (primo turno)
9. Hugo Grenier (qualificato)
10. Aslan Karacev (qualificato)
11. Zsombor Piros (ultimo turno)
12. Pedro Martínez (primo turno)

## Qualificati
1. Aslan Karacev
2. Marco Cecchinato
3. Andrea Vavassori
4. Jurij Rodionov
5. Benoît Paire
6. Aleksandr Ševčenko

1. Hugo Grenier
2. Matteo Arnaldi
3. Roman Safiullin
4. Yosuke Watanuki
5. Borna Gojo
6. Yannick Hanfmann

### Lucky loser
1. Jan-Lennard Struff
2. Pavel Kotov

1. Daniel Altmaier

## Tabellone

### Legenda
| - Q = Qualificato - WC = Wild card - LL = Lucky loser | - ALT = Alternate - SE = Special Exempt - PR = Protected Ranking | - w/o = Walkover - r = Ritirato - d = Squalificato |

### Sezione 1
|  | Primo turno | Primo turno        | Primo turno        | Primo turno | Primo turno |  |  | Ultimo turno | Ultimo turno       | Ultimo turno       | Ultimo turno | Ultimo turno |  |
|  |             |                    |                    |             |             |  |  |              |                    |                    |              |              |  |
|  | 1           | Jan-Lennard Struff | Jan-Lennard Struff | 7           | 6           |  |  |              |                    |                    |              |              |  |
|  |             | Luca Nardi         | Luca Nardi         | 5           | 4           |  |  | 1            | Jan-Lennard Struff | Jan-Lennard Struff | 4            | 2            |  |
|  |             | Raul Brancaccio    | Raul Brancaccio    | 4           | 0           |  |  | 22           | Aslan Karacev      | Aslan Karacev      | 6            | 6            |  |
|  | 22          | Aslan Karacev      | Aslan Karacev      | 6           | 6           |  |  |              |                    |                    |              |              |  |

### Sezione 2
|  | Primo turno | Primo turno      | Primo turno | Primo turno | Primo turno |  |  | Ultimo turno | Ultimo turno     | Ultimo turno     | Ultimo turno | Ultimo turno |  |
|  |             |                  |             |             |             |  |  |              |                  |                  |              |              |  |
|  | 2           | Marco Cecchinato | 3           | 6           | 6           |  |  |              |                  |                  |              |              |  |
|  |             | Timofej Skatov   | 6           | 2           | 3           |  |  | 2            | Marco Cecchinato | Marco Cecchinato | 7            | 6            |  |
|  |             | Jozef Kovalík    | 4           | 6           | 4           |  |  | 19           | Giulio Zeppieri  | Giulio Zeppieri  | 65           | 4            |  |
|  | 19          | Giulio Zeppieri  | 6           | 4           | 6           |  |  |              |                  |                  |              |              |  |

### Sezione 3
|  | Primo turno | Primo turno           | Primo turno           | Primo turno | Primo turno |  |  | Ultimo turno | Ultimo turno          | Ultimo turno          | Ultimo turno | Ultimo turno |  |
|  |             |                       |                       |             |             |  |  |              |                       |                       |              |              |  |
|  | 3           | Luca Van Assche       | Luca Van Assche       | 3           | 64          |  |  |              |                       |                       |              |              |  |
|  |             | Felipe Meligeni Alves | Felipe Meligeni Alves | 6           | 7           |  |  |              | Felipe Meligeni Alves | Felipe Meligeni Alves | 3            | 612          |  |
|  |             | Andrea Vavassori      | 6                     | 65          | 6           |  |  |              | Andrea Vavassori      | Andrea Vavassori      | 6            | 7            |  |
|  | 14          | Otto Virtanen         | 1                     | 7           | 2           |  |  |              |                       |                       |              |              |  |

### Sezione 4
|  | Primo turno | Primo turno     | Primo turno     | Primo turno | Primo turno |  |  | Ultimo turno | Ultimo turno    | Ultimo turno    | Ultimo turno | Ultimo turno |  |
|  |             |                 |                 |             |             |  |  |              |                 |                 |              |              |  |
|  | 4           | Daniel Altmaier | Daniel Altmaier | 6           | 6           |  |  |              |                 |                 |              |              |  |
|  | PR          | Attila Balázs   | Attila Balázs   | 1           | 1           |  |  | 4            | Daniel Altmaier | Daniel Altmaier | 4            | 3            |  |
|  |             | Laurent Lokoli  | 6               | 2           | 4           |  |  | 15           | Jurij Rodionov  | Jurij Rodionov  | 6            | 6            |  |
|  | 15          | Jurij Rodionov  | 2               | 6           | 6           |  |  |              |                 |                 |              |              |  |

### Sezione 5
|  | Primo turno | Primo turno       | Primo turno      | Primo turno | Primo turno |  |  | Ultimo turno | Ultimo turno  | Ultimo turno | Ultimo turno | Ultimo turno |  |
|  |             |                   |                  |             |             |  |  |              |               |              |              |              |  |
|  | 5           | Alexandre Müller  | Alexandre Müller | 4           | 6(1)        |  |  |              |               |              |              |              |  |
|  |             | Kaichi Uchida     | Kaichi Uchida    | 6           | 7           |  |  |              | Kaichi Uchida | 6            | 3            | 4            |  |
|  | WC          | Benoît Paire      | 3                | 7           | 6           |  |  | WC           | Benoît Paire  | 3            | 6            | 6            |  |
|  | 20          | Francesco Passaro | 6                | 64          | 2           |  |  |              |               |              |              |              |  |

### Sezione 6
|  | Primo turno | Primo turno           | Primo turno           | Primo turno | Primo turno |  |  | Ultimo turno | Ultimo turno          | Ultimo turno          | Ultimo turno | Ultimo turno |  |
|  |             |                       |                       |             |             |  |  |              |                       |                       |              |              |  |
|  | 6           | Aleksandr Ševčenko    | Aleksandr Ševčenko    | 7           | 7           |  |  |              |                       |                       |              |              |  |
|  |             | Antoine Bellier       | Antoine Bellier       | 68          | 64          |  |  | 6            | Aleksandr Ševčenko    | Aleksandr Ševčenko    | 7            | 6            |  |
|  |             | Tseng Chun-hsin       | Tseng Chun-hsin       | 3           | 4           |  |  | 18           | Juan Manuel Cerúndolo | Juan Manuel Cerúndolo | 65           | 4            |  |
|  | 18          | Juan Manuel Cerúndolo | Juan Manuel Cerúndolo | 6           | 6           |  |  |              |                       |                       |              |              |  |

### Sezione 7
|  | Primo turno | Primo turno   | Primo turno | Primo turno | Primo turno |  |  | Ultimo turno | Ultimo turno  | Ultimo turno | Ultimo turno | Ultimo turno |  |
|  |             |               |             |             |             |  |  |              |               |              |              |              |  |
|  | 7           | Tarō Daniel   | 1           | 7           | 2           |  |  |              |               |              |              |              |  |
|  | WC          | Daniel Rincón | 6           | 5           | 6           |  |  | WC           | Daniel Rincón | 3            | 7            | 2            |  |
|  |             | Lukáš Klein   | 7           | 3           | 4           |  |  | 21           | Hugo Grenier  | 6            | 64           | 6            |  |
|  | 21          | Hugo Grenier  | 6           | 6           | 6           |  |  |              |               |              |              |              |  |

### Sezione 8
|  | Primo turno | Primo turno    | Primo turno    | Primo turno | Primo turno |  |  | Ultimo turno | Ultimo turno   | Ultimo turno | Ultimo turno | Ultimo turno |  |
|  |             |                |                |             |             |  |  |              |                |              |              |              |  |
|  | 8           | Matteo Arnaldi | Matteo Arnaldi | 6           | 6           |  |  |              |                |              |              |              |  |
|  |             | Filip Misolic  | Filip Misolic  | 1           | 4           |  |  | 8            | Matteo Arnaldi | 3            | 6            | 6            |  |
|  | WC          | Reda Bennani   | Reda Bennani   | 2           | 2           |  |  | 17           | Arthur Fils    | 6            | 3            | 2            |  |
|  | 17          | Arthur Fils    | Arthur Fils    | 6           | 6           |  |  |              |                |              |              |              |  |

### Sezione 9
|  | Primo turno | Primo turno     | Primo turno     | Primo turno | Primo turno |  |  | Ultimo turno | Ultimo turno    | Ultimo turno    | Ultimo turno | Ultimo turno |  |
|  |             |                 |                 |             |             |  |  |              |                 |                 |              |              |  |
|  | 9           | Roman Safiullin | Roman Safiullin | 6           | 6           |  |  |              |                 |                 |              |              |  |
|  |             | João Sousa      | João Sousa      | 2           | 2           |  |  | 9            | Roman Safiullin | Roman Safiullin | 6            | 7            |  |
|  |             | Elias Ymer      | Elias Ymer      | 3           | 1           |  |  | 16           | Sebastian Ofner | Sebastian Ofner | 4            | 64           |  |
|  | 16          | Sebastian Ofner | Sebastian Ofner | 6           | 6           |  |  |              |                 |                 |              |              |  |

### Sezione 10
|  | Primo turno | Primo turno       | Primo turno       | Primo turno | Primo turno |  |  | Ultimo turno | Ultimo turno    | Ultimo turno | Ultimo turno | Ultimo turno |  |
|  |             |                   |                   |             |             |  |  |              |                 |              |              |              |  |
|  | 10          | Pavel Kotov       | 6                 | 3           | 7           |  |  |              |                 |              |              |              |  |
|  |             | Kimmer Coppejans  | 4                 | 6           | 6           |  |  | 10           | Pavel Kotov     | 7            | 3            | 63           |  |
|  |             | Federico Delbonis | Federico Delbonis | 4           | 65          |  |  | 13           | Yosuke Watanuki | 67           | 6            | 7            |  |
|  | 13          | Yosuke Watanuki   | Yosuke Watanuki   | 6           | 7           |  |  |              |                 |              |              |              |  |

### Sezione 11
|  | Primo turno | Primo turno   | Primo turno  | Primo turno | Primo turno |  |  | Ultimo turno | Ultimo turno  | Ultimo turno  | Ultimo turno | Ultimo turno |  |
|  |             |               |              |             |             |  |  |              |               |               |              |              |  |
|  | 11          | Borna Gojo    | Borna Gojo   | 6           | 6           |  |  |              |               |               |              |              |  |
|  |             | Jan Choinski  | Jan Choinski | 3           | 2           |  |  | 11           | Borna Gojo    | Borna Gojo    | 7            | 6            |  |
|  | WC          | Pablo Andújar | 6            | 1           | 2           |  |  | 23           | Zsombor Piros | Zsombor Piros | 6            | 2            |  |
|  | 23          | Zsombor Piros | 3            | 6           | 6           |  |  |              |               |               |              |              |  |

### Sezione 12
|  | Primo turno | Primo turno         | Primo turno         | Primo turno | Primo turno |  |  | Ultimo turno | Ultimo turno     | Ultimo turno     | Ultimo turno | Ultimo turno |  |
|  |             |                     |                     |             |             |  |  |              |                  |                  |              |              |  |
|  | 12          | Yannick Hanfmann    | Yannick Hanfmann    | 6           | 6           |  |  |              |                  |                  |              |              |  |
|  |             | Maximilian Marterer | Maximilian Marterer | 2           | 4           |  |  | 12           | Yannick Hanfmann | Yannick Hanfmann | 6            | 6            |  |
|  | WC          | Arthur Cazaux       | 4                   | 6           | 7           |  |  | WC           | Arthur Cazaux    | Arthur Cazaux    | 2            | 4            |  |
|  | 24          | Pedro Martínez      | 6                   | 2           | 6           |  |  |              |                  |                  |              |              |  |